# Guido Iazzetta
Guido Iazzetta (Napoli, 1º agosto 1952) è un enigmista italiano.

## Biografia
Redattore de La Settimana Enigmistica, dirige la rivista classica La Sibilla che ha fondato nel 1975. In arte si firma semplicemente Guido. Vive e lavora a Milano.
Dal 1994 collabora con la Casa Editrice Zanichelli per la correzione e l'aggiunta di voci nuove per il Vocabolario della Lingua Italiana Zingarelli.
Nel 1999 ha pubblicato il libro Alfabeat, una raccolta di aforismi e nel 2012 la Bibliografia dell'Enigmistica Classica - le riviste, ed. Menthalia, che elenca tutti i periodici del settore pubblicati dal 1866 ad oggi.
Oltre che autore di enigmi in versi, crittografie e giochi classici in genere, è ideatore di nuove combinazioni, come quella da lui denominata cernita. Consiste nell'eliminazione, a coppie, di lettere uguali da parole o "frasi". Le restanti vengono poi anagrammate in modo da formare un'altra parola o frase (es.: cani / gatto = cigno). Nel 2010 ha sostituito la dizione «crittografia mnemonica» con «frase bisenso». In seguito ha creato i giochi target e magnum. Il primo consiste nel formare un nome prendendo nell'ordine le quattro lettere di una targa automobilistica e definirlo con una frase formata dai numeri della stessa targa. Il secondo prevede un menu enigmistico o umoristico per determinate professioni o mestieri.
Nel settore epigrammatico è sua l'invenzione del colibrì, testo poetico con verso libero.
Ha fondato nel 1971 una squadra di calcio, l'Adelante, tuttora attiva, ma virtualmente, nel napoletano e di cui si parla nel libro Adelante, amore mio.
Nel 2012 gli è stato conferito il Premio "Alvise Zichichi" per il giornalismo scacchistico.
Nel 2014 ha organizzato il 66º Congresso Nazionale di Enigmistica Classica.
Nel 2019 ha partecipato, al Teatro Strehler di Milano, a uno spettacolo con Paolo Conte, presentato da Massimo Bernardini, con un intervento sull'enigmistica classica.
Nel 2025 ha collaborato per la voce «La parola Enigma» al libro di Roberto Vecchioni «L'orso bianco era nero», ediz. Piemme.

## Opere
- 1999 - Alfabeat, raccolta di aforismi, I Quaderni della Sibilla n. 19
- 2012 - Bibliografia dell'enigmistica classica[2], Napoli, Menthalia
- 2014 - Antologia de La Sibilla, Napoli, Menthalia
- 2018 - Antologia di enigmi, Napoli, Menthalia
- 2021 - Letteratura Enigmistica dal XVI al XVIII secolo, Napoli, Menthalia
- 2023 - Bibliografia dell'enigmistica classica, II edizione ampliata, Napoli, La Sibilla.